# 舒立克商學院
舒立克商學院（英語：Schulich School of Business），是加拿大安大略省多伦多的約克大學下属的商学院。Schulich商学院有自己完全独立的财政预算。约克大学的Schulich商学院与西安大略大学的IVEY商学院和多伦多大学的Rotman商学院一同被美国著名的经济周刊评为加拿大前三所顶级商学院。

## 校友
- 何厚铧，前澳门特首。